# Mononychellus caribbeanae
Mononychellus caribbeanae är en spindeldjursart som först beskrevs av McGregor 1950.  Mononychellus caribbeanae ingår i släktet Mononychellus och familjen Tetranychidae. Inga underarter finns listade i Catalogue of Life.